# 民族ボルシェヴィズム
民族ボルシェヴィズム（ドイツ語: Nationalbolschewismus、ロシア語: национал-большевизм) あるいはナショナル・ボルシェヴィズム、国家ボルシェヴィズム、国民ボルシェヴィズムとは、ナショナリズムとボルシェヴィズムとを融合させた政治思想。保守革命の一種とされる。エスノセントリズムと反資本主義との習合思想として見なされるも、今日の「第三の位置」的潮流の淵源と見る向きもある。

## 概要
民族ボルシェヴィズムはヴァイマル共和政時代のドイツで始まった。第一次世界大戦後のヴェルサイユ条約に反発したドイツの民族主義者、例えば作家エルンスト・ユンガーは『労働者。支配と形態』を発表し、ドイツ社会民主党から転向したエルンスト・ニキシュはドイツ共産党との共闘の上での直接行動によって資本主義の打倒を主張した。ナチスでもバンベルク会議でアドルフ・ヒトラーはグレゴール・シュトラッサー、オットー・シュトラッサー兄弟らナチス左派を「民族ボルシェヴィスト」と断じ、指導者原理を訴えた。このことをゲッベルスは日記で「我々の課題はボルシェヴィズムの粉砕であるだって？ボルシェヴィズムはユダヤ人のこしらえ物であるだって？」と批判している。ロシアでは1992年にアレクサンドル・ドゥーギンとエドワルド・リモノフがこの運動を始め、国家ボリシェヴィキ党を立ち上げた。プーチン政権打倒を主張している。反米、ホモフォビアの傾向を持ち、ロシア国外ではウクライナやベラルーシの他に、移民の多いイスラエルにも信奉者が居るとされている。

## ワイマール期におけるナショナル・ボルシェヴィズム

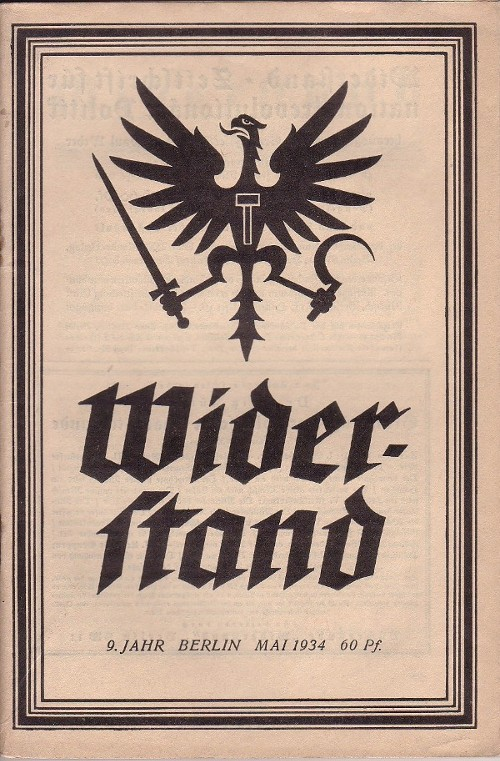
タカに剣とハンマー・鎌をあしらった民族ボルシェヴィズムのシンボル

ワイマール期においてナショナル・ボルシェヴィズムという概念は、ボルシェヴィズムの祖国ロシアへの依存、提携を重視する多種多様の民族主義運動の上位概念だった。この運動の巾は、ロシアとの外交政策上の了解というそれほどボルシェヴィズム的とは言えない理念から、ドイツにおける国家共産主義の変種にいたるまで大きく広がっている。
ドイツ共産党では党の路線を民族的方向に転換させようとする試みがあった。ハンブルク支部の二人の共産党員ラウフェンベルク(de)とフリッツ・ヴォルフハイムによって初めて正式に表明されたドイツ共産党内の国家共産主義の動きは、当初激しく批判されたが、1922年には「虚無へのさすらい人シュラゲター」と題するラデックのセンセーショナルな演説によって間接的に党から承認された。